# Psízubec bradatý
Psízubec bradatý  (Cynodontium strumiferum (Hedw.) Lindb.) je zelený polštářovitý mechorost patřící mezi mechy, přesněji mechy dvouhrotcovité. Jeho jméno je převzato z řeckého kyon,kyos- pes a Odous- zub. Je to běžně se vyskytující mech poznatelný hlavně díky svému sporofytu. Daří se mu v slunečných a vlhkých místech.

## Synonyma
- Cynodontium strumiferum (Hedw.) Lindb.
- Oncophorus polycarpus var. strumiferus (Hedw.) Brid.
- Cynodontium polycarpon var. strumiferum (Hedw.) Schimp
- Cynodontium polycarpon subsp. strumiferum (Hedw.) Dixon[3]

### Česká synonyma
- Psízubec bradatý
- Stebník bradatý[3]

## Vzhled

### Makroskopický
Husté zelené polštářovité mechy, které bývají až 3 cm vysoké. Listy jsou dlouze kopinaté, jejich žebro končí před špičkou, také jsou listy v okraji horní části slabě zubaté díky vybíhajícím buněčným rohům. Za sucha bývají kadeřavé vnitřní perigonální listy obvykle zašpičatělé.Tobolka je nachýlená, asymetricky vejčitá, na bázi se strumou, ústí za sucha rozšířené nebo zúžené, prstenec tvořen jednou řadou velkých loupavých buněk. štět za vlhka zašpičatělý

### Mikroskopický
Listy jsou dvouvrstevné, buňky v horní části listů čtvercově slabě až vysoce oboustranně mamilnaté cca 10 – 12 µm široké. Výtrusy cca 20 µm.

## Rozšíření
V České republice se rozšíření mapuje společně s Cynodontium polycarpon, Cynodontium strumiferum je mnohem řidší s absencí v nižších polohách a extrémnějších podmínkách nebo nad hranicí lesů. Hojně je nalezneme v následujících lokalitách:
- Krkonoše
- Hrubý Jeseník
- Beskydy
- Šumava

## Výskyt
Vyskytuje se na povrchu i štěrbinách bazických nebo silikátových skal, vzácně také na vápencových balvanech, dává přednost místům s větší vzdušnou vlhkostí a světlu, také spíše holduje vyšším polohám do cca 1800 m.

## Záměny
Bývá zaměňován za ostatní druhy rodu s mírně asymetrickými tobolkami, od všech se liší přítomností loupavého prstence z nafouklých buněk, kromě Cynodontium polycarpon, který nemá na bázi strumu jinak jsou tyto dva druhy snadno zaměnitelné.